# La favorita del re
La favorita del re (Diane de Poitiers) è una miniserie televisiva belga-francese creata da Didier Decoin e diretta da Josée Dayan. Prodotta da Passionfilms e France Télévisions, essa narra le vicende della vita di Diana di Poitiers (interpretata da Isabelle Adjani), celebre amante di Enrico II (interpretato da Hugo Becker).

## Trama
La miniserie tratta le vicende salienti della vita di Diana di Poitiers, nobildonna francese vissuta nel XVI secolo, che fu l’amante ufficiale del re Enrico II di Francia, nonché celebre per la sua bellezza e per la grande influenza politica sugli affari del regno, cosa assai rara per una donna all'epoca.

## Personaggi e interpreti
- Diane de Poitiers, interpretata da Isabelle Adjani, doppiata da Alessandra Korompay.
Vedova di Luigi di Brézé e favorita di Enrico II.
- Enrico II, interpretato da Hugo Becker, doppiato da Christian Iansante.
Figlio di Francesco I, marito di Caterina e amante di Diane.
- Francesco I, interpretato da Samuel Labarthe, doppiato da Sergio Lucchetti.
Re di Francia.
- Anne de Pisseleu, interpretata da Virginie Ledoyen, doppiata da Daniela Abbruzzese.
Duchessa di Étampes e favorita di re Francesco I. Rivale di Diane, ordisce un piano con Kervannes per avvelenare Diane.
- Caterina de' Medici, interpretata e doppiata da Gaia Girace.
Moglie di Enrico II giunta da Firenze.
- Conte di Kervannes, interpretata da JoeyStarr, doppiato da Dario Oppido.
Uomo che cospira con Anne.
- Gabriele I di Montgomery, interpretato da Olivier Bonnaud, doppiato da Giuseppe Ippoliti.
Aiutante di campo di Enrico.
- Gabriel Antoine Le Camus, interpretato da Michel Fau.
Commerciante di tessuti e pellicce, arso vivo da Enrico II con l'accusa di eresia.
- Philibert de l'Orme, interpretato da Jacques Spiesser.
Architetto assunto da Diane per ricostruire il suo maniero, il castello di Anet.
- Matthieu Ory, interpretato da Jean-François Balmer, doppiato da Giovanni Petrucci.
Inquisitore che vuole accusare Diane di stregoneria.
- Eleonora d'Asburgo, interpretata da Sofya Ernst, doppiata da Benedetta Ponticelli.
Sorella di Carlo V.
- Contadina, interpretata da Julie Depardieu.
Donna trovata da Diane nella sua tenuta che le predice un futuro roseo.
- Pernette, interpretata da Eva Carmen Jarriau, doppiata da Francesca Tessitore.
Domestica di Diane.
- Margherita di Navarra, interpretata da Jeanne Balibar, doppiata da Daniela D'Angelo.
Amica di Diane.
- Carlo V, interpretato da Olivier Gourmet, doppiato da Fabrizio Russotto.
Imperatore del Sacro Romano Impero.
- Nostradamus, interpretato da Gérard Depardieu, doppiato da Ennio Coltorti.
Alchimista e astrologo consultato da Diane per ottenere dell'oro potabile.
- Barthélémy, interpretato da Max Baissette de Malglaive, doppiato da Adriano Venditti.
Nuovo servo di Diane dopo la fuga di Pernette.
- Ambroise Paré, interpretato da Guillaume Gallienne.
Primo medico di Enrico II.

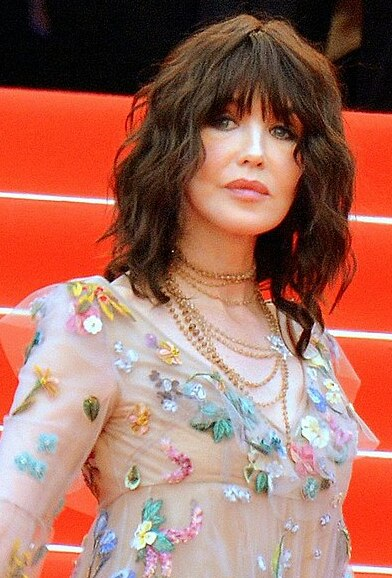
Isabelle Adjani
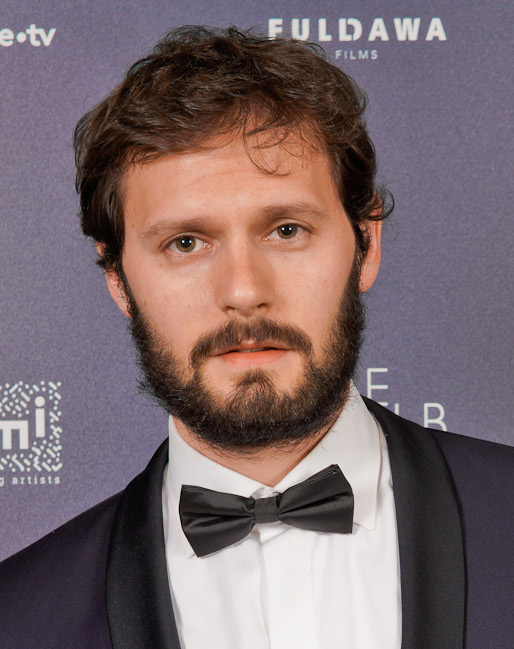
Hugo Becker
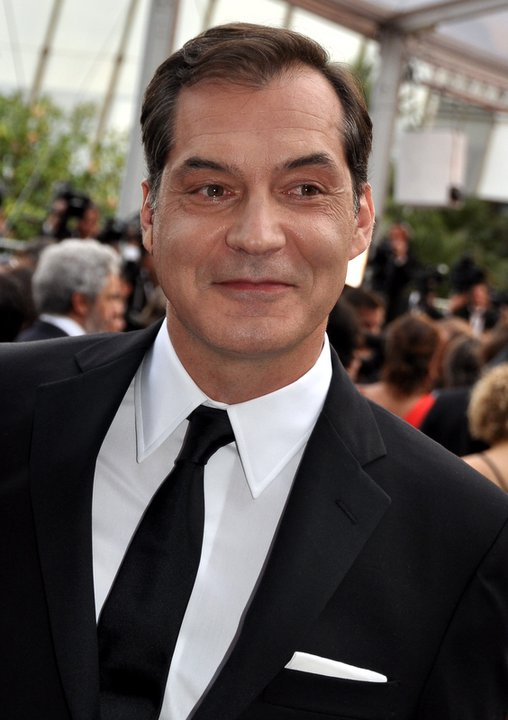
Samuel Labarthe
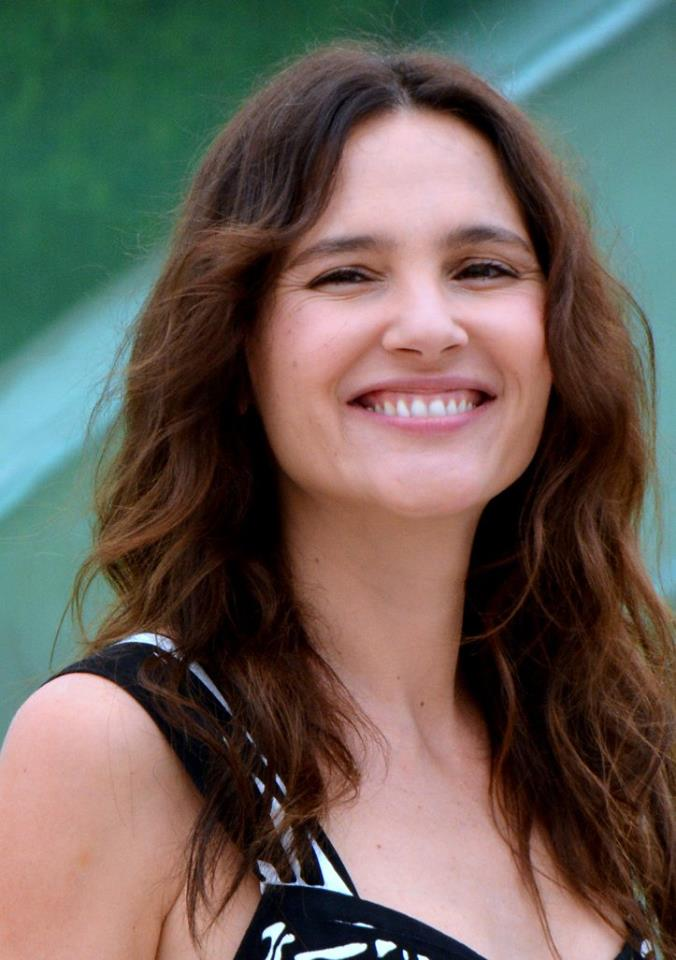
Virginie Ledoyen
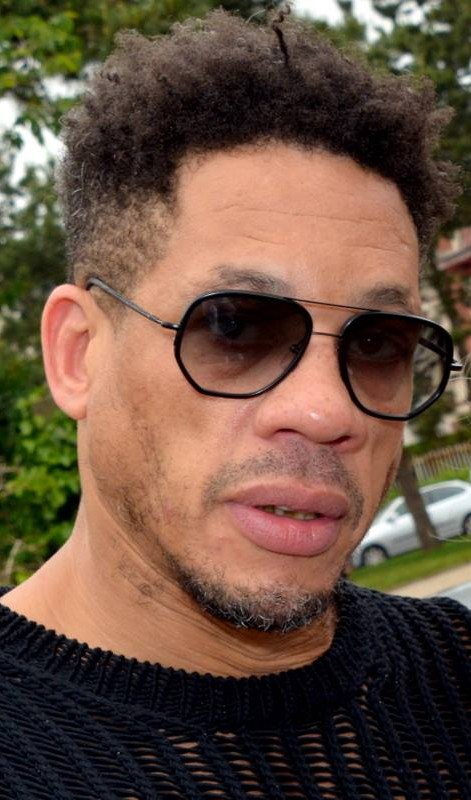
JoeyStarr
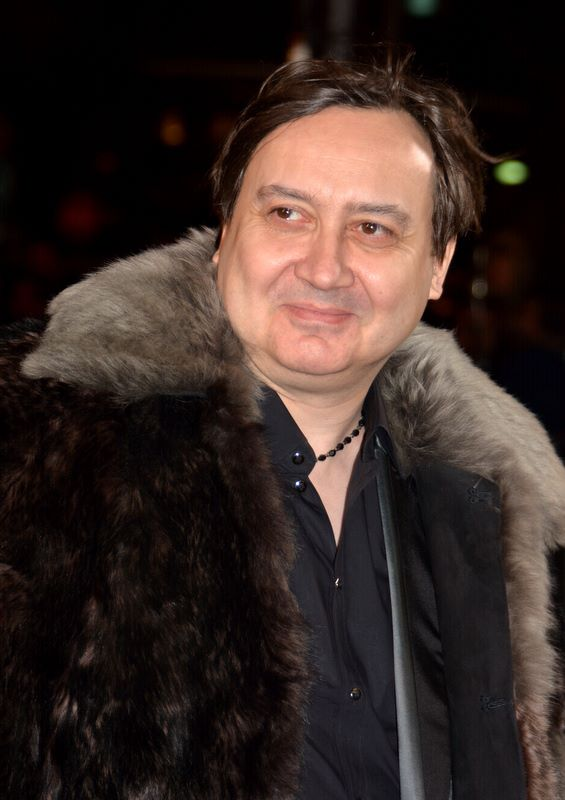
Michel Fau
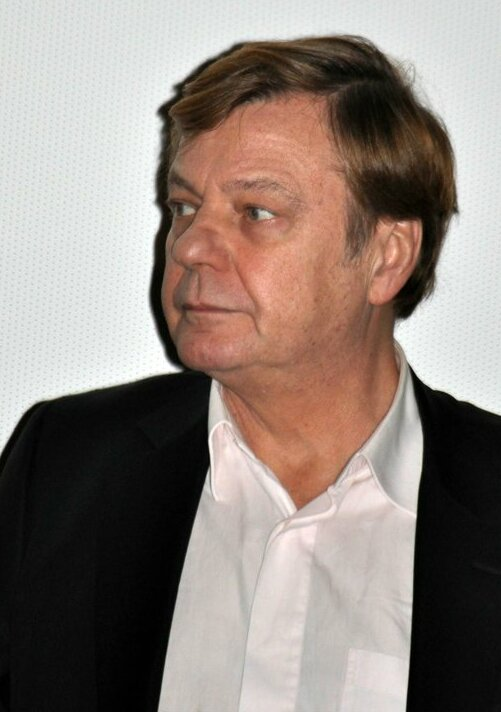
Jacques Spiesser
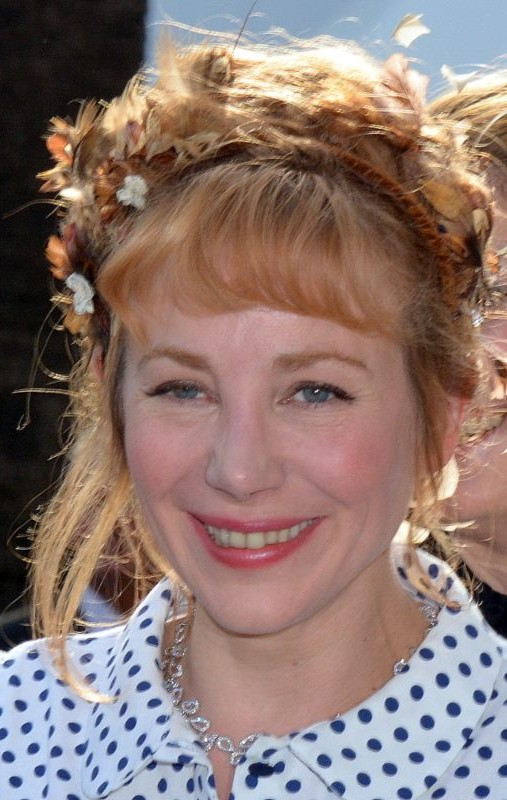
Julie Depardieu
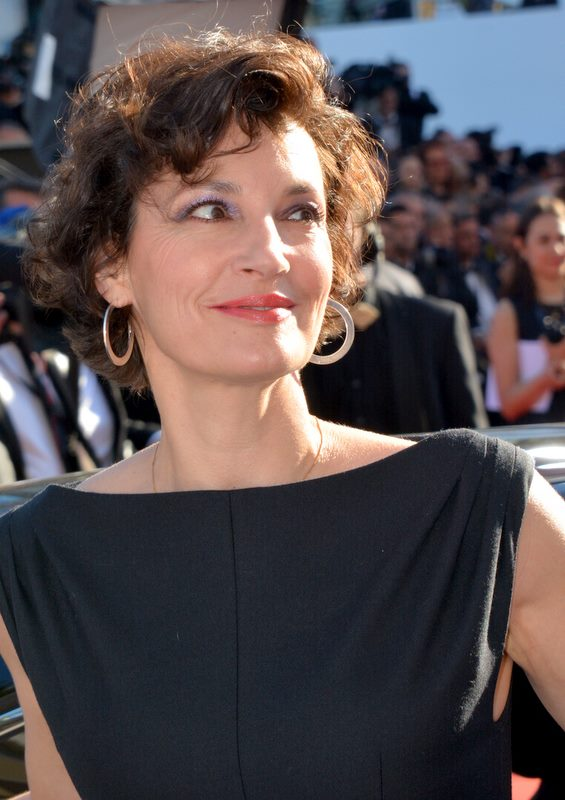
Jeanne Balibar
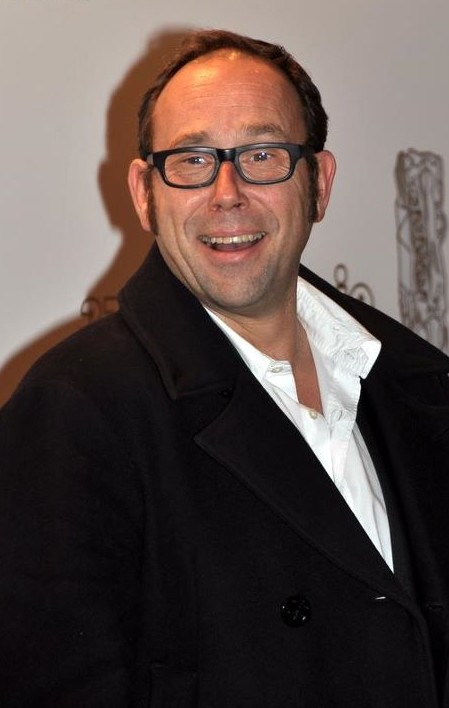
Olivier Gourmet
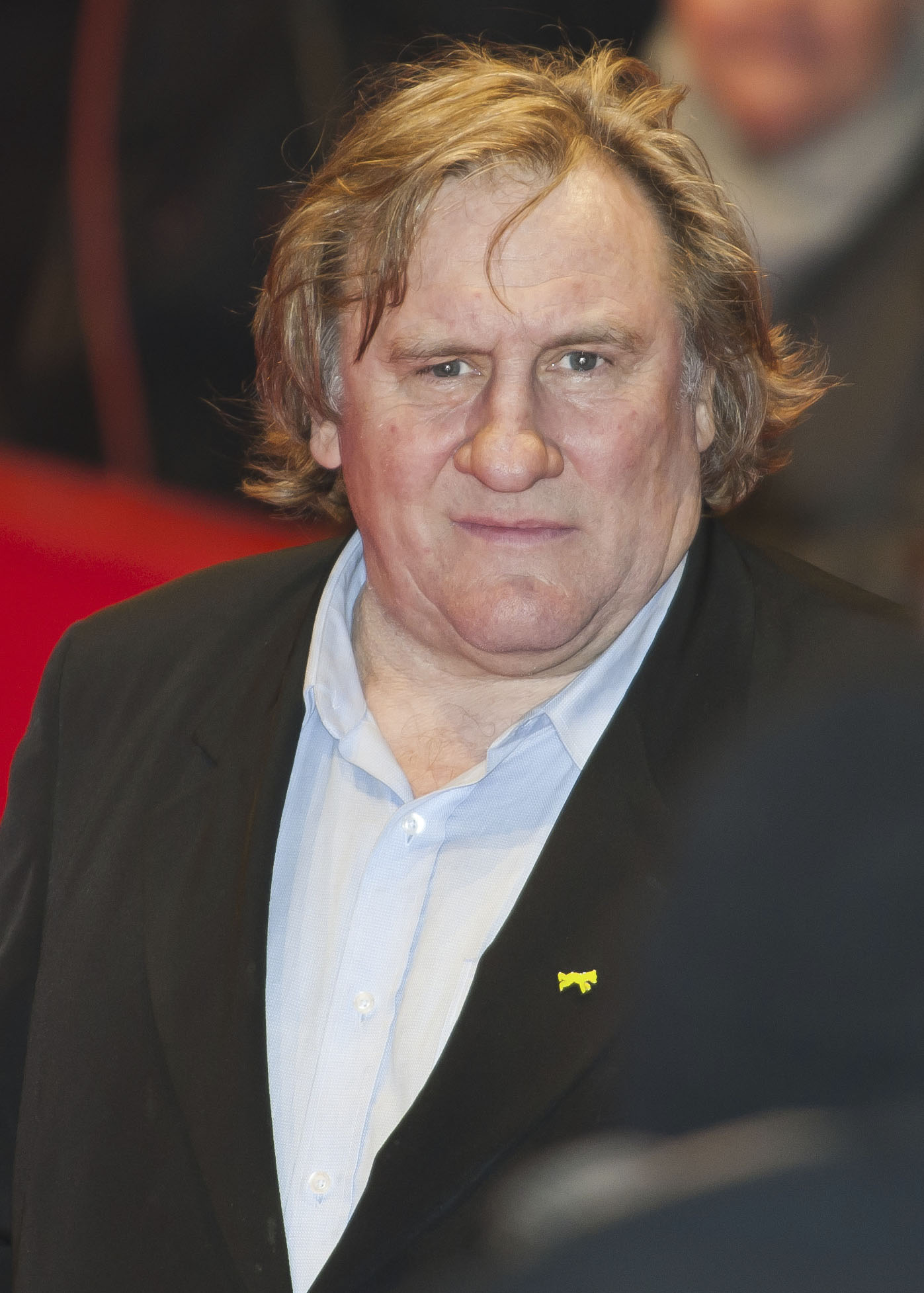
Gérard Depardieu
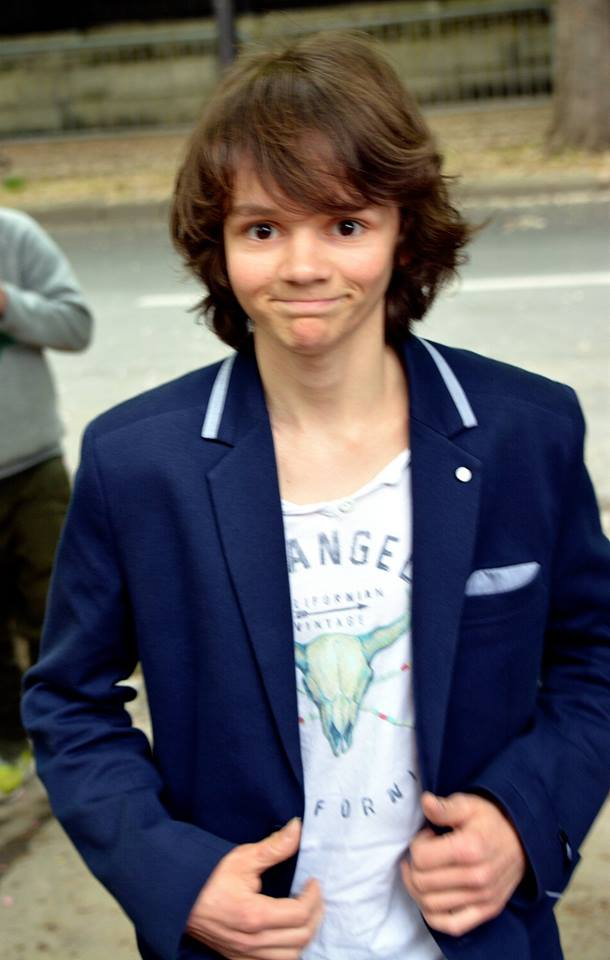
Max Baissette de Malglaive
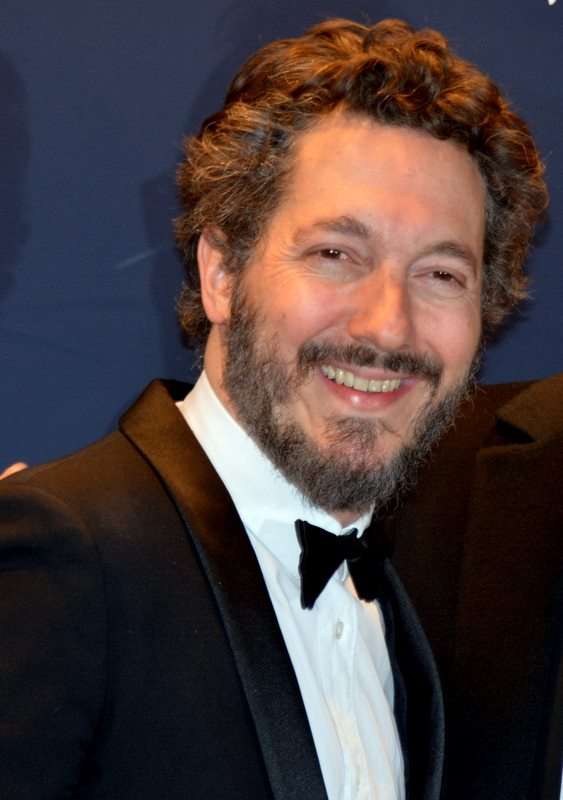
Guillaume Gallienne

## Produzione

### Sviluppo
Nell'aprile del 2019 viene annunciato che la regista Josée Dayan avrebbe girato una miniserie televisiva sulla vita di Diana di Poitiers.
Nel marzo dell'anno seguente Didier Decoin ha annunciato la lavorazione della sceneggiatura del progetto, da lui ideato e prodotto, assieme a Gaspard de Chavagnac. A ottobre la serie, costituita da due episodi, risulta coprodotta da Passionfilms e Mon Voisin Productions: quest'ultima, però, ha infine abbandonato il progetto nel luglio del 2021.

### Cast
Nel febbraio 2020 viene rivelato che Josée Dayan aveva scelto come protagonista Isabelle Adjani  per vestire i panni di Diana di Poitiers.
A settembre dello stesso anno, anche gli attori Jean Reno, Nicolas Duvauchelle, Mathieu Amalric e Jeanne Balibar entrano a far parte del cast principale; mentre, a settembre del 2021, Hugo Becker viene scelto per interpretare il re di Francia Enrico II, Guillaume Gallienne per Ambroise Paré, Virginie Ledoyen come Anne de Pisseleu e Gérard Depardieu nel ruolo di Nostradamus. Ultimi a unirsi al cast sono stati Gaia Girace, non per niente italiana, a cui è stata affidata la parte di Caterina de' Medici, Samuel Labarthe, Olivier Bonnaud, Olivier Gourmet e Jean-François Balmer.

### Riprese
Le riprese sarebbero dovute iniziare all'inizio di settembre 2020, ma alla fine sono state posticipate fino al settembre dell'anno successivo, per poi concludersi  il 26 ottobre dello stesso anno: tra le location principali sono state utilizzate, per gli esterni, le zone dell'Alta Francia e della regione Centro-Valle della Loira, nonché, per gli interni, il castello di Septmonts ad Aisne; riprese minori sono state svolte anche ai numerosi castelli nei dintorni di Chambord, nel territorio del Loir-et-Cher.

### Costumi
A proposito dei costumi del film, fondamentali per riportare l'intero set all'epoca della vicenda, la protagonista Isabelle Adjani ha commentato:
«Per Diana di Poitiers, è grazie ai favolosi costumi della stilista Dominique Borg che sono entrata nei panni di un personaggio che affascina da sempre. Diana si è vestita di bianco e nero solo dopo la morte del marito. L'appassionata creazione degli abiti di corte, che apporta una sottile modernità all'eleganza, compresa la tenuta equestre, mi ha guidata nella dimensione estetica e spirituale offerta da un'epoca come il Rinascimento»

## Distribuzione
I due episodi della miniserie vengono presentati, in anteprima mondiale, il 16 settembre 2022 al Festival della Fiction Televisiva a La Rochelle.
Il debutto sul piccolo schermo era stato annunciato per il 2021, sul canale televisivo France 3 ma, a causa del ritardo dovuto alle riprese, esso è posticipato al 2022, questa volta su France 2. La serie è infine stata trasmessa in prima TV sul canale belga La Trois il 4 e l'11 ottobre 2022. In Italia è andata in onda su Sky Serie il 31 gennaio 2024.

## Accoglienza

### Critica
Dopo aver assistito all'anteprima della serie a La Rochelle, Le Figaro scrive a proposito: «Cosa dire di Diane de Poitiers, di cui Isabelle Adjani, sotto la regia sempre più discutibile di Josée Dayan, dipinge un ritratto stravagante e isterico, una futile allegoria della vanità - 'vanitas vanitatum' - donna tormentata senza età e senza una reale profondità, un pallido e lontano copia e incolla de La regina Margot di Patrice Chéreau. È in ogni caso l'eroina del primo capitolo di una nuova collezione di France Télévisions intitolata Les audacieuses».